# Oxygen Games
Pour les articles homonymes, voir Oxygen.
Oxygen Games était un studio anglais de développement de jeux vidéo fondé en 2004. L'entreprise a développé sur de nombreuses consoles mais a également édité certains jeux. L'éditeur est également connu sous le nom de sa gamme « budget » Liquid Games.
En 2009 il se déclare en cessation de paiement.

## Ludographie
- 8BallAllstars (Nintendo DS) - 2009
- 10 Pin: Champions Alley (PlayStation 2) - 2005
- Alan Hansen's Sports Challenge (en) (PC, PlayStation 2 et Wii) - 2007
- Arcade Classics (Amiga et PC) - 2003
- ATV: Quad Power Racing (Game Boy Advance) - 2002
- C64 Classics (Amiga et PC) - 2003
- Cartoon Network: Punch Time Explosion XL (PlayStation 3, Wii et Xbox 360) - 2011
- Challenge Me: Brain Puzzles (Nintendo DS) - 2009
- Challenge Me: Brain Puzzles 2 (Nintendo DS, PC et Wii) - 2010
- Challenge Me: Maths Workout (Nintendo DS) - 2009
- Challenge Me: Word Puzzles (Nintendo DS, PC et Wii) - 2011
- Challenge Me Kids: Brain Games (Nintendo DS) - 2011
- Challenge Me Kids: Brain Trainer (Nintendo DS) - 2011
- Cheggers Party Quiz (PC, PlayStation 2 et Wii) - 2007
- Chronos Twins (Nintendo DS) - 2007
- CID The Dummy (PC, PlayStation 2, PlayStation Portable et Wii) - 2009
- Close Combat: First to Fight (Wii) - 2005
- Conspiracy: Weapons of Mass Destruction (PC, PlayStation 2 et Xbox) - 2005
- Crazy Golf: World Tour (PC et PlayStation 2) - 2005
- Dance Fest (PlayStation 2) - 2006
- Darkened Skye (PC) - 2002
- Dave Mirra BMX Challenge (PlayStation Portable) - 2006
- Dave Mirra Freestyle BMX 2 (Game Boy Advance) - 2001
- Earth 2150: Lost Souls (PC) - 2001
- Echelon: Wind Warriors (PC) - 2002
- Euro Rally Champion (PC et PlayStation 2) - 2004
- Everyone Sing (PlayStation 3, Wii et Xbox 360) - 2012
- Family Board Games (PC et PlayStation 2) - 2005
- Formula Challenge (PlayStation 2) - 2004
- Fruit Machine Mania (PC et PlayStation 2) - 2006
- Get Up and Dance (PlayStation 3 et Wii) - 2011
- Girls Only (Nintendo DS) - 2010
- Great Party Games (Wii) - 2010
- GT Racers (Game Boy Advance et PlayStation 2) - 2004
- Hard Rock Casino (PlayStation 2 et PlayStation Portable) - 2006
- Hot Wheels: Ultimate Racing (PlayStation Portable) - 2007
- Hurry Up Hedgehog! (Nintendo DS) - 2008
- Hysteria Hospital: Emergency Ward (Nintendo DS, PC et Wii) - 2009
- Impossible Mission (PlayStation 2) - 2007
- International Golf Pro (PlayStation 2) - 2004
- Jewel Time Deluxe (Nintendo DS et PC) - 2011
- John Daly's ProStroke Golf (PC, PlayStation 3 et Xbox 360) - 2010
  - John Daly's ProStroke Golf: Course Pack 01 (PlayStation 3) - 2011
- Junior Board Games (PC et PlayStation 2) - 2004
- King of Clubs (Nintendo DS, PC, PlayStation 2, PlayStation Portable et Wii) - 2007
- March! Offworld Recon (PC) - 2002
- Midnight Nowhere (PC) - 2002
- My Dress-Up (Nintendo DS) - 2008
- My Friends (Nintendo DS) - 2009
- My Make-Up (Nintendo DS) - 2008
- My Secret Diary (Nintendo DS) - 2008
- Mystery Tales: Time Travel (Nintendo DS) - 2010
- Paradise Cracked (PC) - 2002
- PDC World Championship Darts (PC et PlayStation 2) - 2006
- PDC World Championship Darts: Pro Tour (PlayStation 3, Wii et Xbox 360) - 2010
  - PDC World Championship Darts: Pro Tour - Player & Tourney Add-on (PlayStation 3) - 2010
- PDC World Championship Darts 2008 (PC, PlayStation 2, PlayStation Portable, Wii et Xbox 360) - 2008
- PDC World Championship Darts 2009 (Nintendo DS et Wii) - 2009
- Perfect Ace: Pro Tournament Tennis (PC et PlayStation 2) - 2003
- Perfect Ace 2: The Championships (PC et PlayStation 2) - 2005
- Pilot Down: Behind Enemy Lines (ru) (PC, PlayStation 2 et Xbox) - 2005
- Pirates: Duels on the High Seas (Nintendo DS) - 2008
- Pirates: The Key of Dreams (Wii) - 2008
- Poker Masters (PC et PlayStation 2) - 2005
- Powershot Pinball (Nintendo DS, PlayStation 2) - 2006
- ProStroke Golf: World Tour 2007 (PC, PlayStation 2, PlayStation Portable et Xbox) - 2006
- Quest For Sleeping Beauty (PC et PlayStation 2) - 2006
- Robin Hood's Quest (PC et PlayStation 2) - 2007
- SnoCross 2: Featuring Blair Morgan (PlayStation 2) - 2007
- Spells of Gold (PC) - 2002
- Sprint Car Challenge (PC et PlayStation 2) - 2005
- Street Dance (PlayStation 2) - 2006
- Superstars V8 Racing (PlayStation 3) - 2009
- The Arcade (PC et PlayStation 2) - 2005
- The Great British Football Quiz (PC et PlayStation 2) - 2005
- The Mysterious Case of Dr. Jekyll & Mr. Hyde (Nintendo DS et PC) - 2010
- The Quest for Aladdin's Treasure (PC et PlayStation 2) - 2007
- The Snow Queen Quest (PC et PlayStation 2) - 2007
- The Ultimate Music Quiz (PC et PlayStation 2) - 2005
- The Ultimate Sports Quiz (PC et PlayStation 2) - 2005
- The Ultimate Trivia Quiz (PC et PlayStation 2) - 2006
- The Ultimate TV & Film Quiz (PC et PlayStation 2) - 2005
- The Ultimate World Cup Quiz (PC et PlayStation 2) - 2006
- Time of Defiance (PC) - 2002
- Titanic Mystery (Nintendo DS et Wii) - 2009
- Tokyo Xtreme Racer Advance (Game Boy Advance) - 2005
- Touch 'N' Play Collection (Nintendo DS) - 2010
- Trick Star (Game Boy Advance) - 2006
- Tringo (Game Boy Advance) - 2006
- Winter Sports (PC et PlayStation 2) - 2006
- World Championship Poker 2 (PC, PlayStation 2, PlayStation Portable) - 2005
- World Championship Poker 2: All In (Xbox 360) - 2006